# Grande Bronka
O Grande BRONKA (The Big BLONK no original, em inglês) é um personagem do universo Disney.
É o grande cabeça por trás da organização criminosa B.R.O.N.K.A., combatida pelo agente secreto 00-Zero e sua assistente, Pata Hari. É famoso por nunca mostrar o rosto; em nenhuma história, tanto no Brasil, quanto nos outros países, foi visto o rosto do Grande B.R.O.N.K.A.
Criado em 1966, por Dick Kinney e Al Hubbard com a história That Big Cabbage Field In The Sky, A grande horta no céu (no Brasil). No Brasil, teve sua primeira história feita por Primaggio Mantovi e Ivan Saidenberg, A carruagem fantasma, em 1975 
.

## Curiosidades
- Seu nome é realmente uma sigla, como na sua organização (é separada por pontos), mas não se sabe seu significado

## Nome em outros idiomas
- Inglês:The Big Blonk
- Norueguês:Store Glonk